# Angelo Da Campo
Angelo Da Campo (o Angelo Alessandro Da Campo; Verona, 11 gennaio 1735 – 7 febbraio 1826) è stato un pittore italiano attivo tra Verona, Padova, Rovigo e Belluno.

## Biografia
Angelo Da Campo nasce a Verona, nella contrada facente capo alla Chiesa di Sant'Eufemia, dove riceve dal padre Tobia (figlio naturale del conte Cristoforo Da Campo) una "educazione aristocratica conveniente alle sue origini" e, vista la forte inclinazione per la pittura, mandato poco meno che dodicenne alla scuola di pittura del veronese Michelangelo Prunati . Sebbene non rimanga alcuna testimonianza certa sull'attività giovanile, secondo il biografo Zannandreis il Da Campo "uscito dalla scuola del maestro diedesi ad operare da sè, dipingendo parecchie tavole e quadri che gli conciliarono stima": è quindi presumibile che egli abbia raggiunto piuttosto velocemente una certa notorietà, poiché il suo nome è presente nella lista dei trentatré pittori con la qualifica di fondatori all'Accademia di belle arti Giambettino Cignaroli nel 1764.
Nell'Accademia il Da Campo ricoprì il ruolo di "maestro di settimana" tra il 1774 e il 1777 e tra il 1784 il 1787, mentre tra il 1789 e l'anno della sua morte figura come direttore in tre mandati triennali .
É del 1768, in collaborazione con Filippo Fraccari, l'affresco del salone d'ingresso di Villa Fracanzani a Ponso (Padova): una collaborazione che si ripeterà con gli affreschi di Villa Marioni Pellegrini (Chievo, Verona) e che rivela uno stile assorbito dai maestri veronesi Cignaroli e Antonio Balestra.
Nel 1786 firma quello che è riconosciuto come il suo lavoro più importante , una grande pala per la chiesa di Sant'Ambrogio di Valpolicella (Verona) raffigurante l'Incontro tra S. Ambrogio e l'imperatore Teodosio dove, secondo la tradizione, il pittore avrebbe rappresentato alcuni amici confermando quell'attitudine per il ritratto ben evidente anche nella tela della Chiesa di San Pietro Incarnario di Verona intitolata Consegna delle chiavi a San Pietro.
Secondo Zannandreis, il Da Campo si sarebbe distinto oltre che nel ritratto anche nel raffigurare paesaggi "con figure di cavalieri e dame a cavallo di eccellente maniera" come quelli presenti in casa Benini a San Salvatore Vecchio, dipinti oggi purtroppo difficilmente attribuibili per l'imprecisione del biografo nell'identificazione e collocazione degli stessi.
Il nuovo secolo lo vede attivo soprattutto nell'ambito dell'Accademia come consulente e membro della commissione delegata alla scelta dei dipinti destinati alla Galleria Comunale e, "quantunque grave di età, non mai al Da Campo mancò il vigore e lo spirito" che gli permisero di portare a termine diverse tavole sembra destinate a siti di Rovigo e Belluno: ma anche in questo caso, biografia e fonti sono insufficienti e piuttosto imprecise, come del resto lo stesso Zannandreis ammette.
Alessandro Da Campo muore a Verona il 7 febbraio del 1826, a causa di una apoplessia che lo aveva colpito qualche mese prima, poco dopo aver preparata una tela che avrebbe dovuto raffigurare una Deposizione da collocare "nel laterale alla destra della cappella maggiore" in Sant'Eufemia  e sepolto nel chiostro di San Bernardino .